# Моја породица
Моја породица (енг. My Family) је британска ситком серија која се приказивала на каналу BBC One од 2000. до 2011. године. Серија је изгласана за једну од најбољих 24 ситком серија 2004. године и као ситком који има највећу гледаност 2008. године. 
Радња серије је смештена у Чизику, западном Лондону и прати породицу Харпер.

## Улоге и ликови
У серији је било осам главних глумачких чланова током њеног трајања, а бројни ликови су се понављали током десет сезона. Главни чланови глумачке екипе били су познати телевизијским гледаоцима пре улоге у Мојој породици, али нису сви сматрани звездама. Током извођења десете сезоне, глумци су постигли статус славног домаћинства.
Главни ликови у Мојој породици су родитељи Бен и Сузан Харпер. Имају троје деце, Ника, Џејни и Мајкла. Ник је редован лик до божићног специјала 2003. године, а појављује се у петој сезони 2004. године, пре него што је имао своју последњу епизоду у серији 2005. године, јер је глумац Крис Маршал желео да ради друге пројекте и тиме није могао да буде у свим сезонама серије. 
Џејни је редовна до божићног специјала 2002. и не појављује се у четвртој сезони 2003. док је на универзитету. Џејни се враћа као главни лик у петој сезони.
Еби Харпер се први пут појављује у трећој сезони као ћерка Беновог рођака Ричарда.
Трећа сезона такође приказује прво појављивање Роџера Бејлија који постаје главни лик у четвртој сезони и он је стоматолог и син Беновог бившег ментора.
- Зои Ванамејкер као Сузан Харпер
- Роберт Линдзи као Бен Харпер
- Крис Маршал као Ник Харпер
- Данијела Денби Еш као Џејни Харпер
- Габријел Томсон као Мајкл Харпер
- Шибон Хејз као Еби Харпер
- Кирон Селф као Роџер Бејли
- Родри Мејлир као Алфи Батс
- Тајлер Маршал као Кензо Харпер

### Преглед ликова по сезонама
| Лик          | Глумац/ица        | Листа епизода | Листа епизода | Листа епизода | Листа епизода | Листа епизода | Листа епизода | Листа епизода | Листа епизода | Листа епизода | Листа епизода | Листа епизода | Број епизода |
| Лик          | Глумац/ица        | Сезона 1      | Сезона 2      | Сезона 3      | Сезона 4      | Сезона 5      | Сезона 6      | Сезона 7      | Сезона 8      | Сезона 9      | Сезона 10     | Сезона 11     | Број епизода |
| ------------ | ----------------- | ------------- | ------------- | ------------- | ------------- | ------------- | ------------- | ------------- | ------------- | ------------- | ------------- | ------------- | ------------ |
| Бен Харпер   | Роберт Линдзи     |               |               |               |               |               |               |               |               |               |               |               | 117          |
| Сузан Харпер | Зои Ванамејкер    |               |               |               |               |               |               |               |               |               |               |               | 115          |
| Ник Харпер   | Крис Маршал       |               |               |               |               |               |               |               |               |               |               |               | 45           |
| Џејни Харпер | Данијела Денби Еш |               |               |               |               |               |               |               |               |               |               |               | 94           |
| Мајкл Харпер | Габријел Томсон   |               |               |               |               |               |               |               |               |               |               |               | 114          |
| Еби Харпер   | Шибон Хејз        |               |               |               |               |               |               |               |               |               |               |               | 57           |
| Роџер Бејли  | Кирон Селф        |               |               |               |               |               |               |               |               |               |               |               | 59           |
| Алфи Батс    | Родри Мејлир      |               |               |               |               |               |               |               |               |               |               |               | 31           |
| Кензо Харпер | Тајлер Маршал     |               |               |               |               |               |               |               |               |               |               |               | 23           |

## Епизоде
| Сезона | Сезона | Епизоде | Епизоде            | Оригинално емитовање | Оригинално емитовање |
| Сезона | Сезона | Епизоде | Епизоде            | Премијера            | Финале               |
| ------ | ------ | ------- | ------------------ | -------------------- | -------------------- |
|        | 1.     | 8       | 8                  | 17. септембар 2000.  | 7. новембар 2000.    |
|        | 2.     | 13      | 13                 | 31. август 2001.     | 30. новембар 2001.   |
|        | 3.     | 14      | 13                 | 6. септембар 2002.   | 12. децембар 2002.   |
| 1      | 3.     | 14      | 25. децембар 2002. | н. п.                |                      |
|        | 4.     | 14      | 13                 | 23. март 2003.       | 13. јун 2003.        |
| 1      | 4.     | 14      | 25. децембар 2003. | н. п.                |                      |
|        | 5.     | 16      | 14                 | 12. март 2004.       | 18. јун 2004.        |
| 1      | 5.     | 16      | 24. децембар 2004. | н. п.                |                      |
| 1      | 5.     | 16      | 25. децембар 2005. | н. п.                |                      |
|        | 6.     | 8       | 7                  | 10. март 2006.       | 28. април 2006.      |
| 1      | 6.     | 8       | 25. децембар 2006. | н. п.                |                      |
|        | 7.     | 10      | 9                  | 6. април 2007.       | 8. јун 2007.         |
| 1      | 7.     | 10      | 26. децембар 2007. | н. п.                |                      |
|        | 8.     | 8       | 7                  | 11. април 2008.      | 23. мај 2008.        |
| 1      | 8.     | 8       | 24. децембар 2008. | н. п.                |                      |
|        | 9.     | 10      | 9                  | 2. април 2009.       | 14. мај 2009.        |
| 1      | 9.     | 10      | 24. децембар 2009. | н. п.                |                      |
|        | 10.    | 8       | 7                  | 9. јул 2010.         | 27. август 2010.     |
| 1      | 10.    | 8       | 24. децембар 2010. | н. п.                |                      |
|        | 11.    | 11      | 11                 | 17. јун 2011.        | 2. септембар 2011.   |

### Сезона 1
| Бр. еп. | Наслов                       | Премијера           | Гледаност у Уједињено Краљевство (милиони) |
| --- | ---------------------------- | ------------------- | ------------------------------------------ |
| 1 | ''Змијски зуб''              | 19. септембар 2000. | 8,48                                       |
| Бен постаје љут кад му ћерка Џејни каже да иде код другог стоматолога јер Бен слабо проводи време са својом децом. Бен убрзо открива да је и његова супруга Сузан ишла код тог зубара, због чега се они свађају. Затим морају да увере свог млађег сина Мајкла да се неће развести. Џејни, коју је привукао Мел, каже да га више неће видети након што се према њој опходио као према детету. Старији син Ник на интернету упознаје Изабел, француску манекенку за купаће костиме. Ников претходни интернетски познаник - 'атрактивна жена, 19-годишња челисткиња из Прага' - показао се као 48-годишњи мушкарац из Сандерленда. Бен се клади за 50 фунти да Изабел није она за коју каже да је она, и зато ју је Ник позвао да дође код њега. Она је испала да је она за коју се представљала, али Ник ју је намамио претварајући се да је женско. Мајкл се побунио купујући себи зеца званог Ханибал. |                              |                     |                                            |
| 2 | ''Бол на часу''              | 26. септембар 2000. | 7,46                                       |
| Џејни има тетоважу шкорпиона, што Сузан не одобрава. Ник жели да постане милионер, а такође убрзо произилази да је Мајкл у школи малтретиран од стране Џејсона и није рекао родитељима јер зна да би мајка претерано реаговала. Касније следећег дана, Бен добије телефонски позив од Сузан који му говори да постоји проблем - Мајкл је покривен кремом и тако дошао из школе и Сузан одлучи да позове Јасонове родитеље који их посете, али одбијају да ураде било шта у вези са Џејсоновим понашањем, а родитељи се плаше јер Бен почиње да их удара замотаним часописом. Следећег дана, Мајкл касни кући из школе, а Сузан се почне бринути да ли негде лежи у јарку, али убрзо открива да су Џејни и Мајкл претукли Џејсона. |                              |                     |                                            |
| 3 | ''Право лорда Бена''         | 3. октобар 2000.    | 5,95                                       |
| На операцији, Бен има пацијента једног лорда, Витена. Они почињу да разговарају о различитим темама, укључујући његовог 17-годишњег сина Тобија, и како би он волео да иде на састанак са девојком. У почетку пита Бенову медицинску сестру, али она каже да је у целибату и предлаже Џејни која је, кад то сазна, бесна што ју је Бен одредио да иде на слепи састанак. Џејни је пресретна кад открије да у часопису Хелоу има слику њега и његове породице и да је богат и згодан. Џејни је љута кад Тоби покуша да има секс са њом током састанка, и каже Сузан која каже Бену. Када Витенов син дође на операцију, Бен претпоставља да је Тоби, све док не каже Бену да је Тобијев геј брат Џејмс. Бен је шокиран кад му Џејни каже да није девица. |                              |                     |                                            |
| 4 | ''Последње уточиште''        | 10. октобар 2000.   | 5,42                                       |
| Сузан се не радује навршавању 40 година. Бен није сигуран шта ће јој купити, све док га Џејни не увери да Сузан жели да оде на романтични викенд - само њих двоје. У почетку се Бен нелагодно осећа, јер не воли путовања, али Џејни га притиска да разговара са Сузан. У почетку његове идеје о путовању се не допадају Сузан те се договоре да иду где су били на меденом месецу. Долазећи тамо, открили су да се мало тога није променило у соби у којој су боравили пре двадесет две године, мада је део особља од тада мртав, а један у затвору. Не успевају да ревитализују свој брак и завиде на страственом пару кога могу чути у суседној соби. Кад се у трпезарији сретну с паром, изненаде се кад виде да су старији од њих. Они су још више изненађени када сазнају да су старији пар свингери који желе имати сексуални однос са њима.                                                     |                              |                     |                                            |
| 5 | ''Довиђења алармима''        | 17. октобар 2000.   | 5,89                                       |
| Сузан је забринута због пораста стопе криминала у том подручју и након низа догађаја укључујући крађе комбија и странца који се шетао по кући те она одлучује да је дошло време да купи скупи врхунски аларм. После гашења аларма из ноћи у ноћ због разних проблема, Бен је провео довољно бесаних ноћи и одлучује да искључи аларм. Оно што би требало да буде само једноставан задатак искључивања аларма, убрзо се претвара у немогућу мисију и Бен је приморан да се пење по намештају и прави свакакве друге смешне покрете само да би се покушао вратити у своју спаваћу собу без искључивања аларма. |                              |                     |                                            |
| 6 | ''Смрт и Бен воде политику'' | 24. октобар 2000.   | 6,19                                       |
| Кинески бизнисмен нестаје у туристичком обиласку Лондона и када га касније нађу мртвог, Сузан почиње да брине о ефекту на децу јер је то њихова "прва смрт", иако се никада нису ни срели са господином Чен. Касније те вечери, на вечери, Ник открива да Емили Фостер, неко кога стварно воли, продаје животно осигурање, па Ник сугерише Бену да купи осигурање, иако на његов шок, Сузан је то већ урадила. Бен се нећка у почетку али како му Ник говори да ће се иселити ако посао иде боље, онда купује и он осигурање. |                              |                     |                                            |
| 7 | ''Чудна фаза''               | 30. октобар 2000.   | 8,38                                       |
| Ник покушава научити Мајкла како се понаша приликом првог изласка са девојком: правила итд. Такође је поправио Бенову столицу иако му је Бен забранио да икада више дира било шта његово, а кад касније каже Бену да је поправио нешто на столици, Бен крене да бесно прича о томе како само жели да све остави на миру. Сузан правда Никово последње понашање у покушају да ствари поправи као фаза одрастања, али Бен се не слаже: двадесет година не може да буде у фази одрастања, то је ипак нормално за њега. |                              |                     |                                            |
| 8 | ''Много о Бену''             | 7. новембар 2000.   | 7,62                                       |
| Након што је узео вијагру коју је Сузан нашла у Никовом џепу, Бен завршава у болници. Убрзо након тога, Сузан га присиљава да иде на дијету за добро свог здравља. Након што му је сестра из амбуланте поклонила књигу о свом гуруу који је доживео клиничку смрт која му је потпуно променила живот, Бен се враћа кући. Плаши породицу још више него претходне ноћи јер је добро расположен. Поврх свега, он пева. |                              |                     |                                            |

### Сезона 2
| Бр. еп. | Наслов                        | Премијера           | Гледаност у Уједињено Краљевство (милиони) |
| --- | ----------------------------- | ------------------- | ------------------------------------------ |
| 9 | ''Сви путеви воде до Рамона'' | 31. август 2001.    | 8,48                                       |
| Када Ника отпусте из агенције за запошљавање због „хроничне незапослености“, Сузан је приморана да му нађе посао туристичког водича, што изазива катастрофу. У међувремену, када Џејни сваког дана има другачијег момка, а сваки јој помаже у предмету језика и Бен је случајно назива проститутком. Такође, "глупи" Брајан покушава да се помири са Џејни, а Бен има проблема са зубним асистентом. Агенција му шаље привременог помоћника, Рамона, за кога се испоставило да је у ствари Ник али прерушен. |                               |                     |                                            |
| 10 | ''Непријатан рез''            | 7. септембар 2001.  | 9,04                                       |
| Након викенда заједно у Паризу, Сузан мисли да је трудна. Након што је расправљала о томе да ли треба да роди дете или не, Сузан открива да се ради о лажној узбуни, али инсистира на томе да Бен има вазектомију како се то не би поновило. У међувремену, Ник прати Џејмија Оливера и постаје „голи кувар“. |                               |                     |                                            |
| 11 | ''Париска лепота''            | 14. септембар 2001. | 8,24                                       |
| Као део програма француске размене, Силви, студенткиња француске размене, долази да остане код Харпера, али Џејни то стварно ради само зато да може да оде у Париз са Брајаном. Силвијин долазак изазива уобичајену количину нереда - Мајкл мора остати у Никовој соби и као резултат тога претвара се у виртуални клон свог старијег брата, а Ник покушава импресионирати Силви користећи бројне различите прилике. Чини се да све иде добро док Бен не помисли да Силви машта о њему. |                               |                     |                                            |
| 12 | ''Поверење никад не спава''   | 21. септембар 2001. | 9,55                                       |
| Џејни има оцену А за француски језик и жели направити забаву. Сузан каже да, ако верује Џејни, може је направити док су они у посети пријатељима у Оксфорду, али Бен мисли да је она луда што предлаже то. Бен и Сузан кренули су за Оксфорд, али на путу се заустављају крај пута и Бен чује како продавац говори о девојци чији су родитељи довољно луди да је оставе саму код куће да прави журку. Одлуче да се прикраду кући и побрину се да све буде добро, и на крају се морају повући у своју спаваћу собу и сакрити се - не жели да их открива Џејни, јер ће она мислити да јој они не верују.                                                                                                 |                               |                     |                                            |
| 13 | ''Смрт и Бен узимају одмор''  | 28. септембар 2001. | 9,65                                       |
| Бенова тетка Маргарет је умрла а Сузан у кревету лежи због грипа и мора да једно од деце, прво покушава да убеди Мајкла, а потом и Џејни, да заједно са њим оде у Лидс. Они одбијају, али Ник жели да пође. Доласком у хотел, чини се да је Бен са собом донео смрт, након што су из хотела изнесене торбе са телима, а потом су и остаци места злочина у његовој спаваћој соби. Џејни даје сумњиве таблете Сузан и наговара је да их узме ... чини се да имају позитиван ефекат, али долазећи у хотел, Сузан проналази Ника и Бена са Никовом девојком у кревету и да ствар буде још гора, таблете почињу да делују чудно на Сузан на сахрани.                                                        |                               |                     |                                            |
| 14 | ''Госпођица вози лудо''       | 5. октобар 2001.    | 11,00                                      |
| Џејни се спрема за возачки испит, док Бен има проблема са својим комшијом господином Кејсијем и псом Џемом, који увек запрља трем Харперових. Господин Кејси се жали нон-стоп на Бенов неуредан врт и друге ствари. И Бен и господин Кејси одбијају да се повуку и настаје велики рат. |                               |                     |                                            |
| 15 | ''Ја сам за ту емулзију''     | 12. октобар 2001.   | 11,16                                      |
| Сузан одлучује да преуреди дневну собу, а Брајан се нуди да обави посао, али Сузан има проблема да одлучи коју ће боју обојити, и да ствар буде још гора, Бен одлази у продавницу фарба само како би открио Ника који тамо ради, који га убеди да купи неке. Када Бен дође кући схвати да је то је погрешна боја. Након свих свађа због боја, Брајан још увек не може да почне са уређењем дневне собе, па га Џејни моли да остане за 'дан, ноћ и колико год', на ужас својих родитеља. Џејни сиђе доле да поведе Брајана у кревет. Брајан признаје Бену да не зна шта да ради у вези са тим. Бен каже да не жели да зна, али предлаже да се претвара да одлази, а затим се попне кроз Џејниин прозор. |                               |                     |                                            |
| 16 | ''Доба романсе''              | 19. октобар 2001.   | 11,22                                      |
| Мајкл има нови рачунар, Ник нову девојку, а Џејни се почиње осећати запостављено. Али има проблема са Никовом девојком Амандом - она је довољно стара да му је мајка! Бен у шали тврди да није она стара, што нервира Сузан. Када разговор између Сузан и Ника не успе, Сузан предлаже Бену да разговара с њим, али разговор није баш оно што је вероватно тражила кад заврше у ормару. Након лошег почетка и неких шокова, ствари изгледају како треба, све док Сузан не открије да је Аманда удата. |                               |                     |                                            |
| 17 | ''Набави сат''                | 26. октобар 2001.   | 11,05                                      |
| Када Бен добије новог пацијента званог г. Смит, он сумња да је он "краљ подземља", мада господин Смит каже да је његов посао "организовање плеса и одвоз отпада". Међутим, Бен убрзо почне постати сумњичав када прими пуно поклона, а кад Сузан нађе један од њих - сат, она мисли да га је Бен купио за предстојећу 23. годишњицу венчања. |                               |                     |                                            |
| 18 | ''Штета што је дроља''        | 2. новембар 2001.   | 11,06                                      |
| Када Сузанина мајка позове телефоном и каже да умире, Џејни одлази да је посети. Затим каже Џејни да је њена мајка Мари била проститутка, што шокира Бена јер му Сузан то никада није рекла. У међувремену, Мајкл стоји на школским изборима као конзервативац, што Бена узнемирава, јер тврди да имају "лабуристичко домаћинство". |                               |                     |                                            |
| 19 | ''Последња вечера''           | 9. новембар 2001.   | 12,54                                      |
| Скот Тејлор, Сузанин нови амерички шеф, долази на вечеру. После свађе с њим о његовим новим идејама, које укључују и њено облачење као један од Битлса, она покреће његову болест желудачне киселине, тако да мора спавати у њиховом кревету преко ноћи. Када потом умре у сну, Сузан мисли да га је довела до смрти и одлази код свештеника да се исповеда. У међувремену, Ник излази са полицајком. |                               |                     |                                            |
| 20 | ''Бен жели да буде милионер'' | 23. новембар 2001.  | 11,22                                      |
| Бен и Сузан излазе на вечеру са својим вишемилионским пријатељем из школе, Андијем Банксом и његовом младом супругом Амбир, која иде на разне козметичке операције. Након савета од Андија, и Бен и Сузан инвестирају у берзу. У међувремену, Сузан учи руски језик за нову туристичку туру, Џејни жели ципеле Прада, а Ник испробава два нова посла: продају органа на иБеју и донира сперму. |                               |                     |                                            |
| 21 | ''Ломљиво''                   | 30. новембар 2001.  | 11,15                                      |
| Сузан проналази 1.255 фунти у Никовим панталонама, а Ник то користи за куповину мотоцикла како би могао да формира тим акробата за сајам мотора. Његов први наступ је на Питербру Рок Фестивалу, где се повређује кад се спусти са рампе и удари краву и заврши у болници са сломљеном руком, ногом и три сломљена ребра. Сузан посећује Ника и наговори Бена да се понаша очински према свом сину, натерујући га да разговара са Ником и поклони му његову вољену дечију играчку. Такође покушава да натера Бена да призна Нику да га воли. У међувремену, Џејни добива посао конобарице у Сохоу и нада се да ће је открити филмски продуценти, али на крају ће добити отказ.                         |                               |                     |                                            |

### Сезона 3
| Бр. еп. | Наслов                                  | Премијера           | Гледаност у Уједињено Краљевство (милиони) |
| --- | --------------------------------------- | ------------------- | ------------------------------------------ |
| 22 | ''Одсутни Викен, безобразан мајмун''    | 6. септембар 2002.  | 8,10                                       |
| Након што Џејни напусти дом да би отишла на Универзитет у Манчестеру, Бен и Сузан се боре ко ће добити собу њену собу, Сузан почиње превише недостајати Џејни и почиње гњавити Бена о њој сваке вечери. У међувремену, Ник добија посао складиштара полица у супермаркету и са собом доноси посао кући, док Мајкл чита књигу Лепота рата. |                                         |                     |                                            |
| 23 | ''Смањени ударац''                      | 13. септембар 2002. | 8,28                                       |
| Сузан "проналази" писмо у Мајкловој соби из школе о "Аукцији обећања", које је он сакрио јер сматра да је за родитеље срамота да то читају. Међутим, Бен и Сузан ионако одлазе на аукцију, при чему Сузан донира туру бесплатну, а Бен стоматолошку сеансу. Сузан нуди новац за све, укључујући и ваучер за саветовалиште, које посећују она и Бен касније. |                                         |                     |                                            |
| 24 | ''Очајнички стискајући Сузан''          | 20. септембар 2002. | 8,23                                       |
| Након Џејнииног одсуства, Сузан се осећа празном и потребно јој је женско друштво, па на вечеру позива Бенову другу рођаку Аби Харпер која је тек започела да похађа Факултет уметности у Лондону. Међутим, завршавају у незгодној ситуацији кад јој Аби пружи руку кроз прозор. Сузан затим позива Аби да дође да живи код њих, на велику Бенову љутњу. У међувремену, Ник постаје мађионичар под именом Брајан Мајлс, док Сузан свира виолончело. |                                         |                     |                                            |
| 25 | ''О мишевима и Бену''                   | 27. септембар 2002. | 8,12                                       |
| Бен и Сузан су сагласни да Аби може да снима филм о њима за свој разред, да би приказала "типичан брачни пар". У међувремену, постоји пацов који, чини се, преживљава сваку замку. На крају се нађе у подруму где се суочава са Беном, чију престрављену реакцију на камеру ухвати Аби која га потом прода телевизијској емисији под називом "Када животиње нападну". |                                         |                     |                                            |
| 26 | ''Несавршени странци''                  | 3. октобар 2002.    | 7,34                                       |
| Након што су од Џејни добили позив у невољи, Бен и Сузан одлазе до Манчестера где открију да јој ипак нису потребни, па одлучују остати у кампу. Кад се тамо одлуче претварати се да су странци под именима Долорес и Џони, и да се састају по први пут. У међувремену, Аби позива свог дечка Мајкла код њих кући, а други Мајкл говори лажи да се побрине да оде, оставивши Аби бесну. |                                         |                     |                                            |
| 27 | ''Друга најбоља прича икад испричана''  | 10. октобар 2002.   | 8,14                                       |
| Сузан се пријављује у аудицији за божићно позориште али завршава улогом Пастира број два, док је Ник добио улогу Исуса, али она убрзо покушава проширити свој лик. Аби има нови посао у кафићу, где Мајкл сазнаје да се његова девојка Софи виђа са неким другим. У међувремену, Бен пише говор за Централно лондонско удружење стоматолога и веома нерадо мора ићи код стоматолога. Долази да нађе свог стоматолога, старог ментора Роџера Бејлија, који је умро и заменио га је син Роџер Бејли млађи који га третира као малишана.                                                                                  |                                         |                     |                                            |
| 28 | ''Чекати да удахне''                    | 17. октобар 2002.   | 6,16                                       |
| Након што су пронашли цигарету са канабисом у Мајкловој соби, коју је добио од пријатеља званог Бек, Сузан и Бен одлучују да је сами пуше као пример својој деци. Међутим, након што се "надувају", Бен и Сузан схвате да морају напунити још једну цигарету са першуном, тако да могу нормални разговарати с Мајклом |                                         |                     |                                            |
| 29 | ''Мизерија''                            | 24. октобар 2002.   | 8,57                                       |
| У покушају да се забави и поново проведе своје дане на Универзитету, Сузан одлази да остане код Џејни, на велико њено изненађење. Међутим, Џејни бесни кад Сузан између осталог покрене препирку с храном у кантини. У међувремену, Бен се унапред радује победи у мирној игри голфа са својим 90-годишњим пријатељем Џералдом, али његови планови су бачени у воду када га Аби повреди глежањ на нози. Заглавио је у својој спаваћој соби, не може се мрднути или напустити кућу, и мора се суочити са Мајклом који жели ићи на школски излет, и Ником чија најновија каријера укључује да постане имперсонатор жена. |                                         |                     |                                            |
| 30 | ''Ауто еротика''                        | 7. новембар 2002.   | 7,94                                       |
| Сузан жели романтични викенд у Дорсету за њену и Бенову 26. годишњицу венчања. Међутим, након што је Ник освојио аутомобил у покер игри, Бен је више забринут због тог проблема. Такође, Мајкл случајно завршава с папучицама које припадају Аби, а које он воли. |                                         |                     |                                            |
| 31 | ''Пуна шака прашине''                   | 21. новембар 2002.  | 7,82                                       |
| Бен је узнемирен када сви игноришу његов рођендан, мада им је рекао да не праве фрку око тога. Након много мучења од Сузан, Џејни долази с универзитета за Бенов рођендан, повевши са собом пријатељицу звану Кејт; изгледа да су њих две лезбијке. |                                         |                     |                                            |
| 32 | ''Изгубљени викенд''                    | 28. новембар 2002.  | 7,23                                       |
| Након што Мајкл одлази на камп математике, Бен и Сузан имају кућу на располагању. Сузанин савршен викенд укључује тражење антиквитета и одлазак до радњи, док је Бенов одмор одморити се и не радити ништа код куће или ићи у биоскоп. Бен покушава научити Сузан да се опусти, али на крају само нервирају једно друго. |                                         |                     |                                            |
| 33 | ''Духови''                              | 5. децембар 2002.   | 7,68                                       |
| Након што се пријави на сајт oldpals.com, Сузан добија гомилу цвећа од Кирка Мејсона који ју је оставио 28 година раније и уз Џејниину помоћ, она му се свети. У међувремену, Мајкл сазнаје да им је кућа проклета и Аби постаје уверена да кућу неко прогања. Ник постаје егзорциста и таксиста. |                                         |                     |                                            |
| 34 | ''Један је одлетео из гнезда кукавице'' | 12. децембар 2002.  | 7,24                                       |
| Бену је доста више Ника и коначно је продао збирку плоча за коју говори Нику да избаци из куће. Ник се на крају одсели, на Сузанин ужас. Добија посао у Беновом локалном пабу, али још увек није потпуно независан. Такође, Мајкл покушава да се среди за девојку која се зове Џулија. |                                         |                     |                                            |
| 35 | ''Динг донг''                           | 25. децембар 2002.  | 8,57                                       |
| Кад се Џејни врати кући на Божић, трудна је и Сузан жели знати ко је отац. Међутим, Џејни одбија да јој каже, али то говори и Бену, који тада лаже Сузан о оцу. У међувремену, Ник започиње посао продаје божићних јелки које заузимају читаву дневну собу и затим позива господина Брадлија на Божић. Такође, када Сузан скува ћуретину са чоколадом и грожђицама и сви одлучују да су вегетаријанци тада. |                                         |                     |                                            |

### Сезона 4
| Бр. еп. | Наслов                              | Премијера          | Гледаност у Уједињено Краљевство (милиони) |
| --- | ----------------------------------- | ------------------ | ------------------------------------------ |
| 36 | ''Прилагођена казна''               | 21. март 2003.     | 8,77                                       |
| Након смрти господина Бимиша, који је био власник клинике изнад Бенове, Роџер покушава да купи ту канцеларију, али Бен лаже и каже му да је то купио неко други, па Роџер уместо тога купује канцеларију испод Бена. У међувремену, Сузан покушава кућу да учини пријатном за Џејниново рођење детета, а затим има проблема са водоинсталатерима. Ник постаје глумац, Мајкл постаје опседнут фигурицама војника, а Роџер се заљубљује у Аби чим је види. |                                     |                    |                                            |
| 37 | ''Они пуцају у Харперове, зар не?'' | 28. март 2003.     | 9,76                                       |
| Сузан натера Бена да се прикључи модерном разреду латино плеса, али Бен испада бољи плесач од ње. Обоје тадаунајмљују Роџера, који наводно плеше „попут Фред Астера“, и он их подучава како би могли да учествују у такмичењу крајем месеца. У међувремену, након што је добио оцену "Б" на тесту из математике, Мајкл одлучује да престане да размишља о девојчицама како би могао да се фокусира на своје учење. |                                     |                    |                                            |
| 38 | ''Велико бекство''                  | 4. април 2003.     | 10,17                                      |
| Кад се Сузанина мајка Грејс позове сама код њих на вечеру, Бен измисли изговор и крене у Ников стан. Кад се врати, не схвата да је Грејс у његовом кревету и замало да води љубав мислећи да је она Сузан. Следећег дана, сви завршавају код Ника да избегну Грејс. Такође, Сузан проналази кондом у Мајкловом новчанику. |                                     |                    |                                            |
| 39 | ''Повратак блудног идиота''         | 11. април 2003.    | 9,56                                       |
| Након што је Бен наведен читуљама, он то сматра савршеним изговором да не ради ништа и да се крије по кући, док сусед господин Глисон усмерава поглед на "удовицу" Сузан и Мајкл мора да напише говор за сахрану. У међувремену, Сузан жели Никову стару спаваћу собу претворити у дечју собу за Џејниино тек рођено дете, али Ник се планира уселити назад у кућу. |                                     |                    |                                            |
| 40 | ''Дужан Сузан''                     | 18. април 2003.    | 8,57                                       |
| Захваљујући Роџеру, Сузан сазнаје да је песма коју јој је Бен написао док су се удварали заправо била песма познатог песник. Сузан тада одбија водити љубав с њим све док не напише песму, па чак иде на Абијин курс поезије па покуша написати још једном. У међувремену, Ник учествује у експерименту због којег је изгубио памћење. |                                     |                    |                                            |
| 41 | ''Порођај''                         | 25. април 2003.    | 7,32                                       |
| Након што ј Џејни телефоном разговарала са Сузан, почео је њен порођај, она и Бен пожуре у Манчестер како би били крај ње. На путу према Манчестеру присећају се Никовог рођења, а кад стигну у болницу, Џејни родила је дечака, касније названог Кензо. |                                     |                    |                                            |
| 42 | ''Слепа правда''                    | 2. мај 2003.       | 8,31                                       |
| Сузан добија хистеричну слепоћу након што види Мајкла у кревету са девојком која се зове Фиона која неће отићи из куће све док Мајкл не каже да се ништа није догодило. У међувремену, Бен је на дужности пороте и узнемирава га поротница звана Џоана Елтон Џонс а Ник постаје "уметник за умотавање" и све замота у смеђи папир. |                                     |                    |                                            |
| 43 | ''Петак тридесет први''             | 9. мај 2003.       | 8,47                                       |
| Ноћ вештица је а Сузан је породични дом претворила у "кућу страве" и обукла се као вештица, али Бен је много мање ентузијастичан. Звони им група деце који раде трикове или траже слаткише, а чудне ствари почињу да се дешавају. Такође, Аби је обучена у комад сира, а Роџер у духа. |                                     |                    |                                            |
| 44 | ''Седеће мете''                     | 16. мај 2003.      | 9,89                                       |
| Бен и Сузан чувају Кенза због Џејни, али Сузан се изнервира када открије да је она једина која не може спречити Кензо да плаче. У међувремену, Мајкл жели да Бен прочита његов пројекат из Географије, али Бен не може да се мучи. Он пристаје да уместо Мајкла гледа НЛО, а Ник се забавља у исто време с три девојке. |                                     |                    |                                            |
| 45 | ''Уместо родитеља''                 | 23. мај 2003.      | 9,79                                       |
| Бен и Сузан приморани су да похађају часове родитељства од стране Мајклове учитељице након што он пође из школе, а Сузан јој је речено да је превише интервенциониста, па покушава да се повуче као Бен, али Мајклу заправо недостаје ауторитет. У међувремену, Роџер покушава да постане тврђи и снажнији како би Аби изашла са њим. |                                     |                    |                                            |
| 46 | ''Кавез за канаринца''              | 30. мај 2003.      | 6,72                                       |
| Након што Сузан добије бесплатан одмор за четворо, она, Бен, Ник и Мајкл одлазе у Шпанију. Међутим, Бенов пртљаг се изгуби, а онда су му украдене све кредитне картице и новац и он је приморан да моли Ника за новац. Бен је узнемирио људе у суседној кући случајним снимањем непристојних фотографија са својим новим дигиталним фотоапаратима. У међувремену, Мајкл проводи већину свог времена напољу. |                                     |                    |                                            |
| 47 | ''Нека најбољи победи''             | 6. јун 2003.       | 7,28                                       |
| Абин отац, Бенов рођак, Ричард Харпер венчава се по пети пут, за 18-годишњу Ђину Бересфорд и он моли Бена да му буде кум, што значи да Бен мора да организује момачко вече. Венчање нервира Аби, поготово што је Ђина Бересфорд била у истој школи као и она. У међувремену, када Мајкл одбије да опере веш, то не ради и нико други. |                                     |                    |                                            |
| 48 | ''То је живот испуњен прозором''    | 13. јун 2003.      | 6,61                                       |
| Роџер одлази код Харперових рекавши да је један од његових пацијената добио заразну болест из Перуа звану "грозница реке Ортиз", па Сузан ставља целу кућу под карантин. Мајкл остаје горе са Фионом, док Ник покушава ући у кућу са трудним питоном званим Памела. У међувремену, Бен успева да побегне од куће, упозна човека по имену Кларенс а затим има богојављење. |                                     |                    |                                            |
| 49 | '''Специјал епизода'''              | 25. децембар 2003. | 8,66                                       |
| Бен, Сузан, Ник и Мајкл су на путу након божићне куповине, а због проблема са сигнализацијом воз се не може кретати. Мајкл има девојку Клер, Ник зарађује продајом воде у боцама, а Сузан почиње украшавати купе у возу. Аби, Роџер и један Албанац имају наступ као румунски фолк бенд, док Ник доводи Ричарда Вајтлија да види Бена и Сузан. Међутим, када је проблем решен, возач одбија да настави док се Сузан, која је била непристојна према њему, извини. У међувремену, Бен, умирући за пићем, покушава да украде алкохол пијаног човека, док сви у купеу спавају. |                                     |                    |                                            |

### Сезона 5
| Бр. еп. | Наслов                                   | Премијера       | Гледаност у Уједињено Краљевство (милиони) |
| --- | ---------------------------------------- | --------------- | ------------------------------------------ |
| 50 | ''Напуњено''                             | 12. март 2004.  | 7,50                                       |
| Сузан лежи у кревету, досадно јој је и депресивна је, са сломљеном ногом, након што је Бен ударио аутом. Када Бен дође горе да види како је, они на крају расправљају о својој породици, што их обоје потискује. Почињу да се свађају када је Бен изненади кутијом турских слаткиша, за коју он није знао да мрзи. Тема разговора много пута се мења док обоје разговарају о Нику, Џејни и Мајклу, а подсећају се и на долазак Аби и Роџерове патетичне покушаје да је пита да изађу на састанак. Кад се Бену досади и одлучи да сиђе доле, установи да не може, јер су му се леђа укочила и тако су се и он и Сузан заглавили.                                                                         |                                          |                 |                                            |
| 51 | ''Мама се враћа''                        | 19. март 2004.  | 9,17                                       |
| Џејни се враћа кући, након што је избачена са Универзитета у Манчестеру, али каже Бену и Сузан да је одустала. Међутим, Сузан убрзо сазнаје да је полиција тражи, а онда Сузан лаже кад се појаве код куће, али испада да је полицајац бивша симпатија Џејни. Такође, Џејни се пресели у свој стан, на задовољство Бена. У међувремену, Мајкл се лати религије са новим пријатељем званим Хубертом а Аби се умеша у натуризам захваљујући Беновим погрешним саветима и чињеници да је задржавао информације ради сопственог забављања. Такође, Бен нуди очински савет када то није потребно. |                                          |                 |                                            |
| 52 | ''Ти не знаш Џека''                      | 26. март 2004.  | 7,69                                       |
| Мајкл добија "кул" новог пријатеља званог Џека, али Сузан открива да га Џек користи само да би му Мајкл писао домаће задатке. Џек се љути на Сузан, што Мајкл охрабрује, док се Бен једноставно фокусира на чињеницу да дели интересовање за фудбал са Јацком. Међутим, Џеково занимање за Сузан почиње је узнемиравати све док Бен не покаже шта значи живот са Сузан - и то хлади Џека. У међувремену, неко иде на двоструки састанак, Џејни дели своје модне савете са Аби, иако ју је баш брига за то и Мајкл ужива да буде део кул друштва иако не ужива у додатном послу писања задатака. |                                          |                 |                                            |
| 53 | ''Шта има на доку?''                     | 2. април 2004.  | 7,24                                       |
| Бен и Сузан седе за својим пријатељима Џеофом и Стефани на лондонском доку на одмору. Имају проблема са технологијом, изгубе се док траже човека који продаје пице, запале телевизор и разбијају остатак стана тражећи тоалет. Бен тада одлучује да би све сломљене ствари из стана могли заменити неиздатим станом испод, али Сузан се не слаже. Када пица коначно стигне, Бен не може да откључа врата, па је човек гурне кроз отвор за пошту. Пица је хладна и хтели су да је угреју међутим запалили су је и бацили кроз прозор. Касније зову пријатеље и претварају се да је дошло до провале и да су се везали да би избегли кривицу.                                                             |                                          |                 |                                            |
| 54 | ''Срећо, буди дама вечерас''             | 16. април 2004. | 7,63                                       |
| Роџер постаје депресиван када Аби почне излазити са мушкарцем по имену Стив, тако да Бен и Сузан покушавају помоћи Роџеру да добије девојку како би могао учинити Аби љубоморном. Међутим, Роџер завршава с девојком која му наплаћује двеста фунти на сат. У међувремену, Аби је малтретирана од стране свог дечка док је тера да чисти кућу и чисти канализацију. Такође, Мајкл процењује кући и почиње да показује људима како би је продао на неверу својих родитеља, док Роџер открива да заправо воли девојке за пратњу јер нема апсолутно никакве обавезе, што му одговара. Бен и Сузан убрзо схватају да морају покушати заштитити Роџера.                                                      |                                          |                 |                                            |
| 55 | ''Прва прошла пошта''                    | 23. април 2004. | 7,57                                       |
| Након смрти свог локалног одборника, Сузан покушава да се избори као независни кандидат. Почиње да ради на питањима хигијене на улици и наглим брзинама. Касније предлаже да промени своје средње име у име неког државника, попут "Барингтон". У међувремену, Роџер поново решава укрштене речи магазина Тајмс, тако да Бен покушава покушати исто, али на крају се разочара све док се име Харпер коначно не појави у колони победника - једино је што је Роџер решавао своју укрштеницу под именом Аби Харпер. Такође, Мајкл губи свог љубимца тарантулу званог Никола. |                                          |                 |                                            |
| 56 | ''Моје ће бити урађено''                 | 30. април 2004. | 6,05                                       |
| Након смрти Сузанине најбоље пријатељице Линде, она размишља о смртности. Веб сајт који проверава, даје Бену шездесет и седам недеља живота, па он одлучи да напише тестамент где оставља сина Мајкла Роџеру ако умре. Такође, Ник се враћа са шест месеци путовања и добија посао службеног трговца код погребних предузетника, којег изгуби када украде ковчег, балзамира сопствену ногу. У међувремену, Џејни планира да буде богата жена, а Аби постаје богата жена кад Бен открије да ће јој оставити све кад умре. |                                          |                 |                                            |
| 57 | ''Моја домаћица''                        | 7. мај 2004.    | 8,13                                       |
| Сузан се заситила бављења свим кућним пословима, па ангажује супер ефикасну кућну спремачицу Марту. Међутим, Сузан се ускоро осећа сувишним и то Бена нервира, каже да Марта мора да оде, што значи да је Бен добио задатак да је отпусти, али кад открије да је Сузан намерно унеређује кућу, одлучи да је задржи. У међувремену, Мајкл се занима за фудбал како би импресионирао девојку, а Аби уз Роџерову помоћ учи из речника, како би пронашла посао у факултетској библиотеци. Такође, Бен ангажује Марту како би она могла да му обрише клинику после операције, међутим, кад Сузан сазна то, он је поново приморан да је отпусти, па Роџер ангажује њу на крају.                               |                                          |                 |                                            |
| 58 | ''Мишја замка''                          | 14. мај 2004.   | 8,53                                       |
| Господин Адис, Бенов пацијент, признао је да је убио своју супругу, док је био под седативима, тако да Сузан користи своје ново пронађено интересовање за детективе како би доказала да је починио злочин много на Бениново запрепаштење. Такође, Мајкл тврди да је његова нова девојка супермодел, мада му нико не верује. У међувремену, истрага Сузан се отргла контроли када је провалила у кућу господина Адиса. Међутим, Сузан се суочава са његовом супругом која седи у кући и на крају има разговор с њом. Она открива да њен супруг има проблема са криминалним драмама. Признаје да је превише често гледао крими приче.                                                                     |                                          |                 |                                            |
| 59 | ''Док нисте спавали''                    | 21. мај 2004.   | 7,40                                       |
| Беново хркање почиње да држи Сузан будном тако да чини први покушај да га заустави а то је ушивање тениских лоптица за леђа пиџаме, али Бен то једноставно одбија да носи, па спавају у одвојеним просторијама, што ставља читаву кућу под притисак. У међувремену, Аби почиње да мисли да је она разлог Бенове и Сузанине несреће, док разговор са Беном изгледа само потврђује њене најгоре страхове. Такође, Џејни постаје лични купац за остале чланове породице и мења гардеробе Мајкла и Аби против своје воље. Али нешто чудно је да закључи сав хаос - Бен ће се показати мало среће. |                                          |                 |                                            |
| 60 | ''Зубар до звезда''                      | 28. мај 2004.   | 4,48                                       |
| Колин Џуд, познати холивудски глумац, долази код Бена на операцију, на велико Беново задовољство. Али пре друге глумачке посете, Бен повреди леђа. Роџер започиње лечење глумца и свих Бенових познатих пацијената - укључујући Џуд Лов и Кевина Спејсија - и позван је на специјалну забаву за филм и то Бена оставља узнемиреним. Сузан - отпуштена као туристички водич - поново тражи посао да задржи свој понос, али открива да се мора прво преиспитати. Мајкл иде на курс историје. Бен, остао сам у кући у свом парализованом стању, бори се да помогне себи - све што жели је чаша воде: али да ли су сви заправо напустили кућу?                                                              |                                          |                 |                                            |
| 61 | ''Мање обична супруга''                  | 4. јун 2004.    | 4,98                                       |
| Кад Сузан досади њен предвидљив живот, она проналази да живот размењује са Џејни недељу дана. Са Сузан која живи у Џејниином стану и Џејни која се усељава у кућанство Харпер није баш тако добро као што се чини. Бен се затим упушта у своју стоматолошку операцију, а он и Сузан рекреирају свој први састанак, док Џејни полуди као домаћица са замишљеним мужем, што плаши Мајкла и Аби. Такође, Аби доводи свог дечка Мајкла, али он убрзо одлази након што је чуо гласине о Аби од Мајкла. У међувремену, Бен се бори да ужива у свом стилу живота без људи и ускоро се жели вратити кући, али да ли Сузан жели исто?                                                                            |                                          |                 |                                            |
| 62 | ''Књига љубави''                         | 11. јун 2004.   | 5,19                                       |
| Сузан се придружује клубу књига коју је започео њен комшија, Џон Грифин али када се испостави да се састоји само од њега и Сузан, она почиње да брине. Затим је покушава завести, али она се враћа други пут па не мора да призна да није у праву, јер јој је Бен рекао шта би Грифин урадио. У међувремену, Роџер купује неке веома скупе карте за концерт Колдплеја како би импресионирао Аби, али их изгуби и мора да купи нове, али Аби убрзо види оно што се дешава и прети Мајклу који се онда претвара да је пронашао Роџерове изгубљене карте, а Џејни постаје Бенов зубни асистент и одводи Кенза да ради с њом на Бенову љутњу.                                                               |                                          |                 |                                            |
| 63 | ''Зубно''                                | 18. јун 2004.   | 5,62                                       |
| Када Сузан одбије отићи на Бенову стоматолошку конференцију у скупи хотел јер покушава написати роман, Џејни одлази уместо ње. Сви мисле да је Џејни Бенова љубавница, а Бен иде уз то да би могао да добије важно пословно партнерство. Аби такође одлази на конференцију да буде са Роџером, а Сузан, Мајкл и Хуберт ускоро завршавају тамо, што доводи до ужурбаних неколико сати за Бена. Проблеми тада постају све интензивнији док Џејни открива Сузан да је Бен хтео да се претвара да је његова љубавница због чега Сузан оставља у лошем расположењу. Такође, Бен покушава да натера Аби да се претвара да је његова љубавница, али Роџер јој то неће дозволити.                               |                                          |                 |                                            |
| 64 | ''Драго ми је што доносимо добре вести'' | 24. јун 2004.   | 8,91                                       |
| Џејни се верила за Чеса Рочестера, власника ноћног клуба, који је довољно стар да буде њен отац, с којим се познаје тек 10 дана, али видовњак јој је рекао да ће љубав живота упознати на венчању. Венчају се две недеље касније у његовој кући и Сузан је забринута због Бена који ће имати говор. У међувремену, Мајклова девојка Моли улази у дугорочне планове и предвиђа им заједничку будућност. На венчању Грејс и Чејсов отац заједно плешу, док Мајкл и Хуберт продају свадбене поклоне на иБеју. Али, недуго након удаје, Џејни одлази са конобаром Ларсом и тражи развод. У међувремену, Ник шаље видео записе Бену и Сузан који тврди да је на Далеком истоку и то сиромашан и тражи новац. |                                          |                 |                                            |
| 65 | ''Плакаћу ако пожелим тако''             | 25. јун 2004.   | 5,85                                       |
| Сузан организује трећи рођендан за Кенза, делимично како би надокнадила чињеницу да је заборавила Џејниин трећи рођендан, и жели да Џејни доведе оца детета. Жели да ангажује скупог кловна, али Бен потајно тражи од Роџера да то учини уместо њега. Међутим, на дан Бадње вечери, Роџер се напије, па Бен то мора учинити. У међувремену, појављује се велшки музичар Алфи Батс, Ников пријатељ, и Сузан инсистира да остане. Бен нађе прстен од 1200 фунти за који мисли да је за њега од Сузан, али заправо је Грејсин, па одлази и купује Сузан за прво издање госпође Деловеј у износу од 1200 фунти. Такође, Мајкл добија божићни посао поштара, а Аби постаје козметичарка.                     |                                          |                 |                                            |

### Сезона 6
| Бр. еп. | Наслов                   | Премијера          | Гледаност у Уједињено Краљевство (милиони) |
| --- | ------------------------ | ------------------ | ------------------------------------------ |
| 66 | ''Блаженство за идиоте'' | 10. март 2006.     | 7,17                                       |
| Бен је незадовољан својим пацијентима, јер изгледа да су сви сељаци који немају новац или су ниже класе, али још је мање сретан због Сузаниног колеге писца који је потпуна супротност од ње. Др Бак, особа је коју бисте прешли улицу да бисте избегли, у Беновим очима, али Сузан се приближава Богу. Међутим, кад дође да остане код њих, Бен ускоро почиње да открива, мирноћа др Бака није баш оно што се чини и Сузан му ускоро проналази другу страну. Бенов последњи пацијент сугерише да се придружи његовој тајној организацији и Бен је заинтригиран. Такође, Роџер говори велшки Аби и Алфи му се придружује.              |                          |                    |                                            |
| 67 | ''Особа саговорника''    | 17. март 2006.     | 7,42                                       |
| Бен започиње противбициклистичку кампању, која изазива хаос у домаћинству. Такође се појављује у радио емисији у покушају да натера људе да га подрже; све што успева је да разбесни целокупну бициклистичку популацију Лондона и да изврши прогонство из куће. У међувремену, Сузан се изузетно трудила на својој идеји за прикупљање средстава тако што је пронашла Мајкла да фотографише полуголе мушкарце како би формирали календар. Нажалост, не прегледа слике пре него што их пошаље на штампање. Такође, Роџер води Аби да види Гордона Ремзија, али на несрећу свих осталих, она је покупила неке нове форе за кување.       |                          |                    |                                            |
| 68 | ''Зубно нестабилан''     | 31. март 2006.     | 6,41                                       |
| Кад Бен оде на двонедељној конференцији, Џејни започиње аферу са стоматологом чији шарм задивљује остале жене у домаћинству Харпер. Када Сузан покуша зауставити новог стоматолога и Џејни, он је једноставно ласка и Џејни заборави да прекине са њим све. Следи Грацеов ред, али чак и она тешко може да игнорише његове ласкаве речи. Чак је и Аби подлегла зубару али се Роџер гади. У међувремену, Мајклова последња превара укључује помоћ свих, али хоће ли му помоћи? Алфијево умеће да се умеша узрокује да му Мајкл прети ултиматумом - или ће он учествовати са њим или ће свима рећи шта гледа на Интернету.               |                          |                    |                                            |
| 69 | ''Живећи сан''           | 7. април 2006.     | 6,28                                       |
| Бен и Сузан придружили су се шеми пирамидалне продаје по Роџеровом савету иако није добио никакав новац. У међувремену, Роџер купује неке посебне повластице и Бен је крајње љубоморан јер не може продати ниједну своју залиху. Кад Роџер себи купи кабриолет, Бен наиђе на испитивање Роџерове зараде, тачније одакле му новац. Такође породица пати од последица поквареног котла, повремених искључења струје и Бен сања да први пут у животу доручкује шампањац. |                          |                    |                                            |
| 70 | ''Сузанина срамота''     | 14. април 2006.    | 6,10                                       |
| Бен купује суседну кућу како би помогао породичним финансијама, али завршава укључен у нелегалну куповину некретнине, али све је у реду. Можда би он требало само да је подвали Роџеру - то звучи фер, зар не? Међутим, кад Сузан сазна да она захтева да Бен помогне Роџеру да се врати у кућу, па ће Бен, Роџер и Алфи провалити само да би сазнали да је то у оквиру телевизијске емисије. У међувремену, Сузан покушава да среди Мајкла с новом девојком која се зове исто као она, али сличност није ограничена на име. Међутим, Мајкл не види сличност, али Бен може и чини се да га нервира.                                    |                          |                    |                                            |
| 71 | ''И остале животиње''    | 21. април 2006.    | 6,17                                       |
| Кад је Ник још увек одсутан, Мајкл се придружио војсци, а Џејни извлачи своје старе ствари са тавана, Сузан се осећа напуштено. Чак ни Бен и Алфи не изгледају као утеха. Ипак, пас луталица нуди мало угоде, али нажалост, постаје најбољи човеков пријатељ, можда то није требао одабрати Бен за Сузан. У међувремену, Мајкл покушава сакрити цео вод на тавану, Бен покушава добити плишаног медведа из добротворне продавнице након што га случајно дарује, а неко ће ускоро имати излив лоше среће и то није Бен. Такође, неко тражи Мајкла и све његове другове.                                                                 |                          |                    |                                            |
| 72 | ''Уметност бити Сузан''  | 28. април 2006.    | 6,22                                       |
| Кад Бен опет оде, богати колекционар уметнина зван Џејмс Гарет позива Сузан на вечеру након што јој шеф каже да уради било шта да прода уметничка дела. Након што је замишљала да га одведе у Алтон кулу, она одлучује да му дозволи да направи неки корак даље. У међувремену, њена мајка, Грејс, прикупља своју колекцију, али изгледа да прикупља само мушкарце - међутим, она погрешно их процењује те је један од њих глув и на крају их изгуби све. Такође, Роџер скупља храброст да постави питање Аби, штета је што она не може видети где води његово непрекидно муцање. Кад Роџер коначно постави питање, Аби се онесвести.  |                          |                    |                                            |
| 73 | ''Срце Божића''          | 25. децембар 2006. | 5,09                                       |
| Бен се претвара да је болестан да не би учествовао у хаосу током Божића, али када Сузан инсистира да оде код доктора, они се одлучују на тестирање због високог крвног притиска. Бен тада ужива у својој приватној соби, али га убрзо шаљу у одељење државне болнице, јер се убрзо открива да му је приватно здравствено осигурање истекло. Тестови откривају да му је потребна операција и за време тога сања да је Сузан Бог. У међувремену, Аби, која је сада верена за Роџера, жели дете, Џејни има проблема да набави божићни поклон за Кенза, а Алфи прави специјално пиво за коју каже да ће Мајкла учинити неодољивим за жене. |                          |                    |                                            |

### Сезона 7
| Бр. еп. | Наслов                                      | Премијера          | Гледаност у Уједињено Краљевство (милиони) |
| --- | ------------------------------------------- | ------------------ | ------------------------------------------ |
| 74 | ''Его је слетео''                           | 6. април 2007.     | 6,65                                       |
| Бен и Сузан вечерали су са Лесом и Клер Мортон, које су упознали на Крфу, а који од Бена траже да им буде донор сперме, нешто што повећава Бенов его. Међутим, доктор Кент каже Бену да су му сперматозоиди "превише лењи". У међувремену, Џејни је престрављена када Кензов отац, Марк Џејмсон стигне и каже да сада жели да буде део Кензовог живота. Џејни се тада узнемири када Кензо назове Маркову супругу, Линду, његову "нову маму", а она спречи Марка да види Кенза, све док је Сузан не наговори у супротно. Аби има сан у којем ју је Роџер варао и касније сања да је спавала са Орландом Блумом. |                                             |                    |                                            |
| 75 | ''Четири афере и сахрана''                  | 13. април 2007.    | 5,58                                       |
| Хенри, старији Бенов пацијент, долази на операцију и лечење и признаје да је несрећан у свом браку; сматра да би његова супруга, у 42. години, могла бити превише стара за њега, па је започео аферу са много млађом женом. Међутим, Хенри убрзо умре у столици за операцију и оставља Бена у веома незгодној ситуацији. Убрзо, Бен нађе супругу Хенрија, али још раније се нашао у присуству Хенријеве друге жене. У међувремену, Сузан постаје сумњичава и следи Бена на сахрану, на њен ужас. |                                             |                    |                                            |
| 76 | ''Још једном са осећањем''                  | 20. април 2007.    | 5,64                                       |
| Сузан предлаже Бену да обнове своје венчане завете, али он оклева и кад му доделе карте за фудбалску утакмицу, он мора наћи компромис који омогућава да се те ствари догоде истог дана. У међувремену, Џејни покушава Кенза уписати у школу а за то мора импресионирати викара Дениса који ускоро шаље Џејни ван, али касније одлази након разговора са Сузан. Ипак, и даље се слаже да ће Кенза препоручити за школу. Такође, Аби и Роџер одлучују да се венчају у суботу, а Беново не-не-безазлено ћаскање са Кензоом доводи до тога да оговара Бена и касније га Сузан спречава да иде на фудбалску утакмицу. |                                             |                    |                                            |
| 77 | ''Холандска уметност и холандска храброст'' | 27. април 2007.    | 5,72                                       |
| Сузан одлази за викенд са милионером Џејмсом Гаретон на путовање због куповине уметнина, због чега је Бен љубоморан. У хотелу се открива да је Јамесов помоћник заборавио да му резервише собу, па он и Сузан морају да деле собу са близанцима. У међувремену, Мајкл доживљава свој први неуспех када не положи возачки испит. Следећег дана Бен га одведе на интервју у универзитет, а он на путу попије прво пиво у животу, што резултира тако што се исповраћа по професору. Такође, Џејни боли врат у теретани, а Алфи јој пружа невероватну масажу коју она потом препоручује Аби, што резултира прилично љубоморним Роџером. |                                             |                    |                                            |
| 78 | ''Сузан од Троје''                          | 4. мај 2007.       | 6,48                                       |
| Сузанина мајка Грејс долази у посету и говори им да се удала за Бреда. Убрзо након што се Бен, Сузан, Мајкл, Џејни, Алфи, Грејс, Бред, Аби и Роџер појављују на породичном издању квиза Најслабија карика, након што се Мајкл пријавио. Аби је прва испала, а следе је Роџер, Џејни и Бред. Пре него што је Грејс испала, она открива да се 1973. године пијана Сузан удала за рвача званог Трој у Лас Вегасу. Сузан је потом испала, а затим бесни Бен, који тражи да се зна шта се догодило. Сузан му каже да је брак поништен након једног дана. Алфи је победио Мајкла и освојио награду од 3000 фунти. |                                             |                    |                                            |
| 79 | ''Један од момака''                         | 11. мај 2007.      | 6,76                                       |
| Бенов стари пријатељ са факултета, Чарли Бигс стиже, а када стигне, Бен се онесвести како се открива да је Цхарлие променио пол и сада је жена звана Шарлот. Она тражи од Бена да буде са њом на олтару на свом наредном венчању, али Сузан се сложи да га замени. У међувремену, Роџерова мајка стиже из Велса да упозна Аби. Она се према Роџеру односи као према детету и каже да им, као поклон за венчање, купује кућу поред њене у Велсу. Сузан мора приморати Роџера да каже својој мајци да не жели живети поред ње. Џејни каже јој треба 10.000 фунти како би могла да купи удео у компанији винтиџ одеће, али банка јој одбија кредит. |                                             |                    |                                            |
| 80 | ''Аби заувек''                              | 18. мај 2007.      | 5,86                                       |
| Дан пре венчања Роџера и Аби, Бен и Сузан одржавају забаву. Абина мајка Шила, која се удавала неколико пута, покушава да постигне нешто код код Бена. У међувремену, Мајкл и Алфи покушавају да разговарају са једном девојком, а обојица јој кажу да је овај други геј. На дан венчања, Бен је кум, а Џејни је невеста. Џејниин је такође рођендан, а њен дечко Стив је позвао само преко телефона. Када се заветује, Аби каже да се не може удати за Роџера, и каже Сузан да се плаши да ће завршити као њена мајка. Међутим, Сузан разговара с њом, а Аби и Роџер се венчају на крају. |                                             |                    |                                            |
| 81 | ''Раскид није лак''                         | 25. мај 2007.      | 5,57                                       |
| Бенови и Сузанини најстарији пријатељи, Тед и Џоана, имају проблема у браку и Бен и Сузан се убрзо укључују и саветују их. Затим се свађају шта у кући припада коме. У међувремену, Џејни жели да се Кензо појави у телевизијској реклами за житарице за доручак, али извлачи га мало пре аудиције јер почиње осећати кривицу што Кензу не даје избор и тада јој је понуђена улога. Мајкл безуспешно покушава да учини Алфи интернетском музичком звездом, али због Алфииног страха од позорнице иако је Мајкл једини у соби, и то спречава његов деби. |                                             |                    |                                            |
| 82 | ''Живот почиње у педесетој''                | 8. јун 2007.       | 4,84                                       |
| Сузан је ухапшена због крађе пара сунчаних наочара од 250 фунти, истовремено када пролази кроз менопаузу. Међутим, она одбија да призна кривицу јер је заборавила да их плати. Кад случај иде на суд, Бен је брани и покушава да убеди Суд да је крађа последица менопаузе. Судија одбацује случај и даје Сузан савете у вези с менопаузом, на Сузанино гнушање. У међувремену, Алфи води Кенза у парк и упознаје девојку која се зове Мелани, а касније се претвара да је Кензо његов син, а Џејни његова бивша супруга - али може ли уверити Џејни да се играју тих улога? |                                             |                    |                                            |
| 83 | ''Специјал божићна епизода''                | 25. децембар 2007. | 6,14                                       |
| Сузан каже Бену да је испланирала његов савршен Божић, миран боравак у сеоском хотелу без деце. Међутим, она је потајно позвала целу породицу, а Алфи се појавио са својим необичним ујаком и Мајкл доводи своју комунистичку девојку Гвен. Сузан покушава да осигура да Бен не види остатак породице, што је тешко кад Аби, која је постала хотелски терапеут, мора да му да масажу. Касније те вечери, Кристал, једна од Бенових пацијенткиња која га прогања, каже да је њен вереник управо побегао из затвора и долази да убије Бена, а мистериозни човек који каже да је глумац се појављује. Сузан и Бен трче око хотела покушавајући да се сакрију од вереника и ускоро Бен види да је тамо читава његова породица. Затим се појави Гвенин отац. Касније, када Бен крене на рецепцију, полиција му каже да је Кристалин вереник ухваћен. Када се он и остатак породице врате у главну салу, све је украшено и и божићни поклони су постављени на под. |                                             |                    |                                            |

### Сезона 8
| Бр. еп. | Наслов                         | Премијера          | Гледаност у Уједињено Краљевство (милиони) |
| --- | ------------------------------ | ------------------ | ------------------------------------------ |
| 84 | ''Родитељска замка''           | 11. април 2008.    | 5,56                                       |
| Бен је пресрећан када прима плазма телевизор за свог суседа који је на одмору. Мајкл каже родитељима да је Нкки, његова девојка, трудна. Жели да је запроси, али њени дубоко религиозни родитељи, пекари, не воле ту идеју, али предлажу да донирају 20.000 фунти за одгој детета. Кад је њени родитељи избаце из куће, она се усељава са Мајклом. Убрзо након што стигну разговарати с Ники, Харперови их остављају саме у салону. Након што нису чули ништа, проверавају их како би открили да су украли готово све из куће. Такође, Џејни се виђа са удовцем Данијелом и одлучна је да Кензо и Данијелов син Џошуа треба да се друже.                                                                        |                                |                    |                                            |
| 85 | ''Хајде да не журимо''         | 18. април 2008.    | 5,43                                       |
| Када Бен оде у своју банку да наплати чек од Алфија за две године станарине, уђе током пљачке. Минут касније Џејни га прати. Пљачкаши су свађајући пар Џоан и Гари, а остали таоци су Џим, менаџер Питер и главна благајница Белинда. Џејни је убрзо пуштена у замену за храну, а сатима касније полиција је извршила акцију у банци, а таоци су пуштени. Кад је Сузан ван кућ, током пљачке, млада, плавокоса полицајка Пени долази да утеши Мајкла и он искоришћава ситуацију. |                                |                    |                                            |
| 86 | ''Карте на сто''               | 25. април 2008.    | 5,23                                       |
| Бен постаје зависник од покера док је Сузан постала зависна од виђања пророчице. Зелда каже Сузан да ће Бен умрети следећег четвртка у 21:04. Кад се друга њена предвиђања обистине, Бен и Сузан планирају да проведу своје последње тренутке у сексу. Баш као што се ускоро приближава тренутак, схвате да им се сат салона зауставио и да је већ 21:30. Да би прославили да он не умире, одлучују да оду у Венецију. У међувремену, Сузан предлаже Роџеру да упозна неке пријатеље након што се изнервира што Аби излази са својим пријатељима. Роџер затим излази на ноћ са Мајклом и његовим пријатељима, и игра покер са Беновим покер друштвом.                                                           |                                |                    |                                            |
| 87 | ''Посао са воском''            | 2. мај 2008.       | 5,13                                       |
| Сузан је постављена као менаџерка уметничке галерије и одмах се мора припремити за нову изложбу. У међувремену, Бен се пензионише када продаје све из клинике компанији Каватек, која је постала Роџеров послодавац. Бен тада почиње да слика војне моделе и користи Алфину собу као хоби собу. Алфи се затим усељава у Мајклову собу, а Џејни им ускоро мора дати савет о везама како би били бољи. Бену ће ускоро досадити хоби и помаже Сузан да постави изложбу. Бен касније иде у Каватек и убеди их да је предан Каватеку како би добио посао код њих. |                                |                    |                                            |
| 88 | ''Комшијски ратови''           | 9. мај 2008.       | 5,02                                       |
| Бен случајно налети на господина Кејсија, комшију чијег је пса претходно прегазио, и он заврши у болници. Полиција одлучује да ништа не предузима, али Бен жели да господин КЕјси потпише изјаву о одрицању одговорности да касније не би могао бити тужен. Господин Кејси проводи време опорављајући се у Беновој кући с Беном покушавајући да га наговори да потпише изјаву о одрицању одговорности. Међутим, господин Чанинг из осигуравајуће компаније каже Бену да верује да је то превара. Међутим, у том поступку он запали своју спаваћу собу и они тада морају да склопе договор како обојица могу да затраже осигурање. У међувремену, Сузан и Кензо су са Грејс недељу дана у Скарбуру.              |                                |                    |                                            |
| 89 | ''Без задовољства''            | 16. мај 2008.      | 4,89                                       |
| Кензо учи да свира клавир, на велико разочарање породице. Бен реформише рок бенд са којим је био у двадесетим годинама и успоставља контакт са гитаристима Зигијем и Денијем и бубњаром Стиксом. Међутим, ускоро га желе отпустити као главног певача. Сузан нема срца да му каже, све док Бен не критикује Кенза током школског клавирског рецитала. У међувремену, Мајкл организује састанке за себе и Алфија путем Интернета, али се њихове фотографије помешају и морају се претварати на двоструком састанку са Тери и Џорџијом. |                                |                    |                                            |
| 90 | ''Абина навика''               | 23. мај 2008.      | 4,74                                       |
| Након што нису имали секс неколико недеља, Сузан одлучује да зачини сексуални живот и да би требало да се суздрже од секса и чак и најмањег физичког контакта три недеље. Бен се нервира због тога, али Сузан је одлучна. У међувремену, Роџер добија поруку од Аби у којој пише да га је оставила да постане монахиња. Бен и Сузан одводе га у Абијин самостан, а она и Роџер разговарају, али он је не може наговорити да напусти самостан и они одлазе без ње. Џејни тражи од Мајкла да види њеног најновијег дечка Рона и открива да још увек живи с мајком, а Џејни каже да је то не занима. |                                |                    |                                            |
| 91 | ''Специјална божићна епизода'' | 25. децембар 2008. | 7,12                                       |
| Бен купује Сузан усисивач, али убрзо му жали, па одлази да купи огрлицу, и следећег дана је огрлица упола цене те је ужаснут. Враћа се да се жали, али је радња закључана. У међувремену, Џејни, Мајкл и Алфи наручују хрпу предмета за домаћинство, на којима су сликали венчање Бена и Сузан. Међутим, фабричка грешка доводи до ризичне фотографије из брачне ноћи Бена и Сузан која се штампа на предметима. У другом делу, Мајкл, Џејни, Алфи и Роџер се такмиче да одлуче ко ће добити бесплатан одмор на Маурицијусу. Пар треба да одлучи да ли ће присуствовати Сузаниној МБЕ конференцији са краљицом у палати Бакингем или Беновом ручку за награду за 25 година рада у Британском зубарском друштву. |                                |                    |                                            |

### Сезона 9
| Бр. еп. | Наслов                       | Премијера          | Гледаност у Уједињено Краљевство (милиони) |
| --- | ---------------------------- | ------------------ | ------------------------------------------ |
| 92 | ''Насилник за Бена''         | 2. април 2009.     | 6,72                                       |
| Дан Сузанине и Бенове годишњице венчања и Бен покушава да напише љубавну поруку у честитки, али има озбиљних потешкоћа, упркос сталним позивима Џејни која иде на квиз у пабу са Мајклом, Алфи и Роџером. Бен је увређен што није позван, али ипак одлучује да се придружи. Како њихов тим заостаје у квизу, Алфи истиче да играч другог тима вара тако што пише смс-ове целе ноћи. Бен се одлучује суочити са телефонском варалицом, Баријем, који га позива напољу да реши њихова неслагања. Бен се повукао из борбе, али одлучан је да уђе у форму, како би се могао вратити да се супротстави Барију. |                              |                    |                                            |
| 93 | ''Довести Џејни''            | 9. април 2009.     | 4,93                                       |
| Сузан је обучена за радни ручак с Џејмсом Гаретом. Бен је више него помало љубоморан, упркос Сузаниним уверавањима да је то искључиво професионална веза. Мислећи да је Сузан заборавила своју торбу, Бен пролази кроз њу и шокиран је кад је пронашао кључ хотелске собе и белешку од Џејмса. Бен крене право у хотел и представља се као менаџер хотела да би ушао у Џејмсову собу. Не може да верује својим очима кад тамо нађе Џејни. Недуго затим Бен је рекао Сузан о Џејниевој новој романси. Али, изненађујуће, она заиста добро прихвата вести и Бен почиње да замишља предности стицања богатог зета. |                              |                    |                                            |
| 94 | ''Кратак сусрет''            | 16. април 2009.    | 4,69                                       |
| Сузанина стара пријатељица Маргот посећује је и тражи подршку током развода. Бен се изненади када Маргот открива колико је Сузан била добра у одабиру мушкараца у својој младости и ужаснута је сазнањем да су њихови синови, Ник и Мајкл, добили име по два њена бројна бивша. У међувремену, Џејни покушава подићи Роџерово расположење уверавајући да га жене сматрају привлачним - посебно њеном измишљеном шведском пријатељицом Елкеом. Када Роџер научи шведски и одлучи да жели да упозна Елке, Џејни је приморана да га изневери лажним позивом од Елке који каже да се вратила у Шведску. Све што треба да уради је наговорити некога да буде Елке. |                              |                    |                                            |
| 95 | ''Мајкијева психа''          | 19. април 2009.    | 4,48                                       |
| Кад Мајкл најави да иде код терапеута, Сузан се одмах брине да је нешто озбиљно посреди. Бен је уверен да ће разговор између оца и сина решити проблем, али Сузан није баш сигурна и крене право да види терапеута. Кад ни Бен ни Сузан не открију ништа о Мајкловом менталном стању, мењају тактику. Док лутају по Мајкловој соби, не проналазе доказе да има икаквих проблема, односно док Мајкл не дође и чини се да разговара са самим собом. |                              |                    |                                            |
| 96 | ''Тешки подухват''           | 19. април 2009.    | 4,48                                       |
| Бенов ујак Норис умире, али једино наследство које добија је кутија старе одеће. У међувремену, Сузан добија десет хиљада фунти кроз Норисов тестамент након моралне подршке коју му је пружала за време и после смрти своје супруге Милдред. Обред после сахране се одржава у кући Харпер, јер се налази на погодној локацији. Међутим, Бен је купио одећу од 60 фунти и његова општа недопадљива природа остављају га непопуларним за све. Такође, мешање са оделом за сахрану ујака Нориса и Беновим новим оделом доводи до тога да нестане добитни тикет лутрије што нажалост резултира срамотом за целу породицу. |                              |                    |                                            |
| 97 | ''Омамљен пас''              | 23. април 2009.    | 5,14                                       |
| Сузан одлучује да жели набавити пса па креће у покушај да убеди Бена да га добије. Ипак, чак и када попушта, њена натпросечна природа доводи да процењивач породицу сматра неприкладном за усвајање паса. Касније, Сузанина депресија доводи до тога да Бен оде у посету одгајивачницама паса у покушају да набави Сузани пса. Међутим, Сузан је већ тамо и затворила се у одгајивачницу у знак протеста и чак је позвала новинаре. Како би покушао све решити, Бен одлази у одгајивачницу и без његовог знања, Сузан га прикачи за један од кавеза и остави га да разговара са телевизијским извештачем. Ипак, ствари и даље успевају да се погоршају када Бен види свог цимера са факултета. |                              |                    |                                            |
| 98 | ''Тренинг''                  | 30. април 2009.    | 5,15                                       |
| Тајни проценитељ Кавекса (фирме за коју ради Бен), који се представља као пацијент, доводи до тога да Бен мора похађати курс преквалификације, на свој ужас. Помисао да проведе викенд са Роџером и џиновским медведом изазива депресију посебно када похађа курс, али заспи и пропусти све, али најгоре је - треба завршити писмени испит и ако не успе, он губи посао. Међутим, ако није успео, Бен је и даље оптимистичан јер има план - покушаће да поткупи службеника из Кавитекса, али новац није оно што жели. Да ли ће Бен моћи да глуми 'да је геј' да спаси посао? У међувремену, Џејни, Мајкл и Алфи се напију након што пију Беново пиће. |                              |                    |                                            |
| 99 | ''Гуру''                     | 7. мај 2009.       | 5,24                                       |
| Бен је запањен када је открио да му је успешни стоматолог славни, Џереми Ливингстон, посветио нову књигу, посебно зато што нема појма ко је Џереми. У међувремену, Сузан се налази на албанском аеродрому, где јој је згодан странац прискочио у помоћ кад јој је неко украо торбу. Одмах је слуђена тим доктором, дрским Американцем, који креће у авантуру широм света. Пар се повезује и он убрзо моли Сузан да му се придружи на његовим путовањима. Али, може ли се Сузан заиста окренути леђа Бену током читавог романтичног живота и може ли доктор заиста бити све за шта се он представља? |                              |                    |                                            |
| 100 | ''Кензов пројекат''          | 14. мај 2009.      | 4,91                                       |
| У покушају да помогну Кензу у школском пројекту који се односи на историју његове породице, Бен и Сузан одлучују се са њим поделити врхунце своје прошлости. Његово интересовање за ујака Ника доводи до тога да Џејни и Мајкл деле своја лична искуства с њим, али шта тачно Алфи може додати расправи? У међувремену, Џејни и Мајкл користе пројекат као начин да се међусобно споје док Кензу постаје досадно. Мисли и осећања из прошлости експлодирају и породица схвата колико су се њихови животи променили. Роџер такође доприноси пројекту расправљајући о свом љубавном животу. |                              |                    |                                            |
| 101 | ''Специјал божићна епизода'' | 25. децембар 2009. | 5,59                                       |
| Децембар је 2039. године и Харпери се окупљају да прославе Божић. Тридесет година у будућности, изглед породице можда се донекле променио, али њихови односи љубави и мржње и даље су врло живи. Бен је сада у својим осамдесетима, мало спорији него што је некада био, али још увек мрзовољан као и увек и изазива тугу за Сузан - која, захваљујући „малој хидратантној креми“, није ни мало остарила. Џејни је добила мало на тежини је потцењивање, јер је сада тешка као 20 стена. Мајкл, у међувремену, обавља веома лош посао сакривајући ћелавост несигурном периком, а након катастрофалног путовања у зоолошки врт, Роџер је сада само глава у стакленој куполи. Сузан је изложена чињеницом да унук Кензо, данас стар 38 година, није дошао да посети породицу за Божић. Бен брзо показује да су Харпери имали неке од најгорих Божићних прича, а породицу подсећају на неке божићне катастрофе. То су углавном биле - када су сви били пуно млађи, а Џејни била пуно лакша, уобичајене свађе око поклона погоршале су Сузанину забаву. Али, кад Кензо коначно стигне, он истиче да је година када је ујак Ричард дошао код њих, за њега једнако трауматично. |                              |                    |                                            |

### Сезона 10
| Бр. еп. | Наслов                              | Премијера          | Гледаност у Уједињено Краљевство (милиони) |
| --- | ----------------------------------- | ------------------ | ------------------------------------------ |
| 102 | ''Точак Бен''                       | 9. јул 2010.       | 4,33                                       |
| Када локално веће инсистира на томе да Бен има инвалидитет, почињу му давати локалне чекове поштом, али не знају да чекови припадају другом Бен Харперу. Уместо тога, Бен одлучује да потроши новац на куповину Сузаниних скупих ципела и почиње да постаје инвалид, заваравајући жену из већа, Роузмари која га номинује за награду. Бен ускоро почиње да тоне све дубље и дубље у своју лаж, почиње да схвата да истина мора изаћи на видело, али ни на који начин не може предвидети како ће истина на крају бити откривена. |                                     |                    |                                            |
| 103 | ''Син ће изаћи''                    | 16. јул 2010.      | 4,78                                       |
| Мајкл постаје све више изван контроле све док се једне ноћи не врати кући пијан и открије своју најдубљу тајну, говорећи Бену да је геј. Сузан је изнервирана што Мајкл није то рекао њој него Бену. Бен надмашује Сузанину брижљиву природу дајући подршку Мајклу, али све се окреће када отац Мајкловог дечка оде код стоматолога на преглед. У међувремену, Џејни се брине за неугодног старијег пацијента, што на крају доведе до тога да он умире и остави Џејни свој стан, а Мајклов дечко Скот пресели се у резиденцију Харперових. |                                     |                    |                                            |
| 104 | ''Шпијунирање Сузан''               | 23. јул 2010.      | 4,42                                       |
| Сузан се пријавила да помогне старијем комшији Мартину - чија је супруга умрла пре неколико година - да обави неке послове око куће. Бен је задовољан и почиње наговарати Мартина да ради још више послова. Бен и Сузан налазе се на милости лудака ... све поклоне које је примила Сузан за Дан заљубљених а за које претпоставља да су од Бена, су од Мартина, па он иде да се суочи са Мартином и шокиран је кад открије да комшија има цело светилиште намењено Сузан. У међувремену, Џејни превише пије енергетска пића и нађе се у Ливерпулу. |                                     |                    |                                            |
| 105 | ''Идентитет Мелбурн''               | 30. јул 2010.      | 4,66                                       |
| Бен и Сузан уживају у миру и тишини и чињеници да ће имати кућу само за себе, али то је убрзо уништио Аустралијанац Крег, који се појављује на прагу Харпера. Сузан га одмах позове у кућу и он почне обављати послове које је Бен увек одлагао, на велику Бенову жалост, који кућу жели само за себе и Сузан. Ствари убрзо за Бена поприлично злобно крену када схвати да је Крег можда његов син, након ноћи "забаве" са његовом мајком. Џејни се ускоро свиди новом госту и њих двојица одлазе на састанак, на велики шок Бена, Сузан тада открива истину и дознаје се да се његов кратки спој догодио када су он и Сузан били на састанку.                                                                               |                                     |                    |                                            |
| 106 | ''Једноставно му се не допада Бен'' | 6. август 2010.    | 4,89                                       |
| Када се Мајкл врати пијан из геј бара, схвата да је заборавио телефон, али Сузан инсистира да се не може вратити тамо у том стању - можда ће га изударати - па она шаље Бена уместо њега. Међутим, убрзо привлачи пажњу Руперта, који га је мало превише привукао, а Бен се нађе како му шаље цвеће и посећује кућу и стоматолошку клинику. Чини се да само Сузан има моћ да заустави Беновог шпијуна. |                                     |                    |                                            |
| 107 | ''Време за затвор''                 | 13. август 2010.   | 4,70                                       |
| Сузан одлази за викенд, али брине се да ће Бен само лежати на софи једући брзу храну, гледајући телевизију и пијући пиво. Он прича да неће учинити такво нешто и да ће јести воће, поврће и другу храну која му је остала. Касније је сам у кући, када се полиција појави и затражи од њега да буде део параде идентитета. Веома је срећан због тога и показује своје потезе ... али његово расположење убрзо пада када је формално ухапшен због пљачке. Завршава у ћелији са затвореницима Карлом и Теријем. По повратку кући, Бен ужива у спокоју ... све док се на прагу не појаве два позната лица, а његов викенд се ускоро претвори у било шта осим забаве и опуштања, нарочито кад се појави Верити, Карлова супруга. |                                     |                    |                                            |
| 108 | ''Бен се лоше понаша''              | 27. август 2010.   | 4,09                                       |
| Џани би требало да иде на посао, али треба некога јој помогне, јер треба неко да се брине о Кензу, а такође жели да задржи свој посао. Она пита Мајкла, који то не може јер је превише заокупљен својим одвајањем од Скота, а онда долази Роџер, који је још увек депресиван због Аби. Само желећи мало мира, Бен се распита да ли тај старац којег она чува - Хари - има Скај канал, а када открије да има, инсистира на томе да јој помогне и одради тај посао. Џејни предаје кључеве и његову адресу, али каже Бену да је оно што он не сме учинити јесте да пусти Харија из вида. |                                     |                    |                                            |
| 109 | ''Специјал божићна епизода''        | 24. децембар 2010. | 6,40                                       |
| Две приче су смештене у једночасовну епизоду која се бави божићном причом пре него што се дотакне породичне прославе Нове године. И чини се да је сезона добре воље заиста присутна у домаћинству Харпера, а Бен се заправо бацио у дух празника. У међувремену, Сузан одлучује да приреди новогодишњу забаву и нада се да ће бити боља од забаве господина Кејсија. |                                     |                    |                                            |

### Сезона 11
| Бр. еп. | Наслов                    | Премијера          | Гледаност у Уједињено Краљевство (милиони) |
| --- | ------------------------- | ------------------ | ------------------------------------------ |
| 110 | ''Џејнин избор''          | 17. јун 2011.      | 4,37                                       |
| Кензо, Џејни и Марк се враћају из зоолошког врта а онда убрзо након што Марк оде, аустралијски авантуриста Крег појављује се како би извео Џејни. Марк се појављује на Беновој стоматолошкој хирургији како би затражио његов благослов у браку са Џејни и Бен радо прихвата. У међувремену се појављује још један проблем док се Крег појављује у домаћинству Харпер да замоли Сузан за њен благослов јер му је омогућила да се ожени Џејни. Читава ситуација кулминира у француском ресторану, који је Сузан резервисала, и оба мушкарца испробавају своје веридбе за Џејни, са малим успехом, док се Роџер појављује у мексичком бенду. Кога ће Џејни изабрати? Аустралијанца, оца Кенза и богатог бизнисмена или стоматолога? |                           |                    |                                            |
| 111 | ''Порођајни болови''      | 1. јул 2011.       | 4,42                                       |
| Бен се враћа кући након напорног радног дана, љући него икад због начина опхођења Кавитекса према запосленима. Обавештава Сузан да су увели временске карте на послу, и огорчен је јер нема довољно времена да испуни укрштене речи током паузе у тоалету. Следећег јутра, Бен има састанак са колегама стоматолозима о ситуацији са господином Грифитом, где говори страствени говор против Кавитекса и Грифита, али када прими позив свог шефа, његов став постаје много пријатељскији. Долазећи у канцеларију, Бен није забринут шта очекује, али изненађује се кад му г. Грифит понуди промоцију. Низ ставки на „његовом“ новом столу одвраћа га од тога што је господину Грифиту дао одговарајући одговор, али он убрзо прихвата нову позицију. Враћајући се кући, Бен покушава показати своје ново одело и посао Мајклу, међутим, превише је заузет играњем своје нове игре. Састанак Кавитекса те вечери натерао је Бенове старе колеге да схвате да су издани. Али како ствари почињу да гуше Бена, да ли он има план из који ће да искочи из рукава? |                           |                    |                                            |
| 112 | ''Оптужујући Сузан''      | 8. јул 2011.       | 3,62                                       |
| Мајкл ужива у животу док ленствује, али убрзо га омета Кензо, који је узнемирен због своје карте оцена - добио је Ц из уметности. Мајкл убрзо схвата да Кензо има истог учитеља као и некада - г. Тилеји - и сећа се да је он имао план против њега. С Беном на конференцији - који не одговара на поруке - Сузан се баца својим послом. У уметничкој галерији, међутим, стиже критика од шефа, Кајти, због лоше дизајниране и организоване галерије, па је Сузан и њен колега Крис наређено да остану те ноћи како би то разрешили. Касније те вечери посао је завршен, а Крис је импресиониран. Међутим, Сузан почиње расправљати о уметности на врло сензуални начин, што доводи до тога да Крис мисли да се она набацује. На велико изненађење сазнаје да је Крис поднео жалбу на Сузан због сексуалног узнемиравања због чега је Кејти суспендовала Сузан. Након што је од Џејни примила савет, Сузан позива Криса у њену кућу да га наговори да одустане од жалбе. На велико изненађење, Крис открива да га привлачи Сузан. |                           |                    |                                            |
| 113 | ''Клице љубави''          | 15. јул 2011.      | 3,81                                       |
| Мајкл и Џејни одлучују да своје родитеље обрадују и организују одмор у Шпанији за њихову годишњицу, али лет је живи пакао док се Бен свађа са осталим путницима. Тада је некако избио вирус која их присиљава у карантин по доласку на аеродром. Враћајући се кући, Мајкл признаје да је наплатио путовање за све трошкове на Бениновој кредитној картици - сада је све што треба само брз начин да му врати новац. Као идеју, Мајкл и Џејни одлучују продати антиквитете како би се појавили на телевизији, али мушкарац из емисије који их посећује не одобрава њихове антиквитете док не види стари сат који Сузан обожава. Преузевши ризик, њих двоје се одлучују продати антиквитет, али га замењују модерним сатом. Чим Бен и Сузан стигну са свог одмора, модерни сат се гаси и Сузан окривљује Мајкла и Џејни ... |                           |                    |                                            |
| 114 | ''Харпер против Харпера'' | 22. јул 2011.      | 4,13                                       |
| Годишњица је Сузаниних кумова, а Бен не жели да оде. Сузан је одлучна да га натера да иде, али он и даље одбија ... што покреће један од многих аргумената. Након што се њихов стари сруши, они одлазе по нови кревет, о коме се свађају, све док не нађу одвојени кревет, који се претвара у одвојене собе, које се на крају претвара у засебне куће. Сузан остаје у њеној кући, док Бен тражи утеху код Роџера, који очекује жену у стану. И док Сузан ужива у друштву, Бен упропаштава Роџеру вечеру са женом. Следеће ноћи, ред је да Сузан нађе смештај негде другде, а она заврши у стану Мајкла и Скота, где, као и обично, покушава да преузме контролу над стварима. Следеће вечери Бен упада код Роџера ... углавном зато што је гладан, али Мајкл и Џејни долазе, молећи га да се извини Сузан ... не могу издржати да имају одвојене родитеље у становима других људи. Хоће ли се вратити заједно или ће им се раздвајање уништити живот? |                           |                    |                                            |
| 115 | ''Деси се веза''          | 29. јул 2011.      | 3,83                                       |
| Сузан се осећа потребу за љубављу и пажњом, а нада се да ће повући безобзирног Бена на духовном курсу за парове и вратити искру у њихов брак. У међувремену, Мајкл и Џејни уживају бити једини одговорни одрасли у кући када Мет - Мајклов нови дечко - успе да уђе у кућу кроз отворена улазна врата и придружи им се у кухињи где, на велико Мајклову љутњу, Џејни је позвана да иде у излазак са њима. Враћајући се кући, Мајкл се почиње питати да ли се Џејни заиста брине о њему. Бен и Сузан похађају часове који укључују само један једноставан задатак - писање десет ствари које волите о свом партнеру. Такође похађају часове медитације, али Бен се не успева опустити. Кад ће Мет и Џејни поново изађу на ручак, Мет случајно каже неке ужасне ствари о Мајклу. И тада се чини да је крв заиста гушћа од воде. |                           |                    |                                            |
| 116 | ''Фејсбукована''          | 5. август 2011.    | 4,01                                       |
| Пошто је Бен одлазио на волонтерски стоматолошки програм у колумбијској прашуми, Џејни очајнички жели да се Сузан пријави на Фејсбуку како би имала хиљаду пријатеља, па чак нуди и да сама отвори профил своје мајке, што Сузан одбија. Међутим, кад види њен профил, заправо је прилично импресионирана. Порука Пола Тремејна такође шаље Сузан низ низ слања порука. Следећег јутра, Сузан је веома импресионирана доручком који Џејни једе, али на њено изненађење открива да је Роџер кувар. Чудно је да је он преузео улогу коју је Бен требао обављати годинама - чишћење, поправљање итд., А Сузан у потпуности искоришћава ситуацију. Касније те вечери, Сузан и Пол састају се, али нажалост, вече се прекида када Пол мора отићи да пребаци пакет, а Сузан нуди да му одбаци пакет. Радећи то, она на крају буде ухапшена. Тек што је стигла у полицијску станицу, сазнала је да је њен стари пријатељ Пол дилер кога полиција већ неко време покушава да ухвати. Сузан је далеко од задовољства. |                           |                    |                                            |
| 117 | ''Достојна просидба''     | 12. август 2011.   | 3,79                                       |
| Харперови су на Грејсиној сахрани, а док је Џејни забринута за своју мајку, Мајкл се чини више заинтересован за леђа младог гробара, Шина. Када проведе неко време сама са мајком, Сузанина туга убрзо се претвара у шок када се њен отац Артур изненада појавио из ведра неба. Сузан је љута због изненадног појављивања. Након разговора са Беном, Артур је изненађен што се Сузан чак и удала за њега, па јој нуди 2 милиона фунти да се разведе заувек. Бен и Сузан пристају на развод и одлучују да се поново венчају након што добију новац. Следећег дана њих двоје иду код адвоката о разводу, али прво морају да пронађу разлог и изненађујуће су маштовити. Мајкл се нервира од њега када каже Шину да умире, само зато може провести још времена са њим. Након што су се вратили кући од адвоката, шокирани су откривши да је Артур умро на софи док их није било, а чини се да је Артур лежао читаво време и да у ствари није имао новца. Сузан је одвратна себи јер чак размишља о разводу због новца. Следећег дана, Мајкл напокон скупља храброст да каже Шину да он у ствари не умире, али жали што је рекао истину. |                           |                    |                                            |
| 118 | ''Пикадо''                | 19. август 2011.   | 3,70                                       |
| Бен и Сузан су у пабу и уживају у ономе што верује да је пиће пре њиховог оброка, када мушкарац приђе њиховом столу. Открива се да је Мартин, стари обожавалац вештина Беновог оца у пикаду. Претпостављајући да је Бен наследио вештине свог оца, позива га да се придружи њиховом тиму. С обзиром да Бен игнорише Сузан док се одвлачи са тимом, Сузан открива да сада, она може трошити новац на све што воли, укључујући личног тренера. Касније, Сузан ужива у сеанси са Андреом, њеним тренером, који користи своје опуштено стање да открије прилично скуп рачун, који је пристала да плати. У пабу, чланови тима разговарају о Беновом недостатку вештине у пикаду, мада када он стигне, потребно је мало времена да се вести региструју. Следећег дана, Роџер стиже са неким добрим вестима за Бена - један од његових пријатеља, Велики Џери, умро је, па Роџер одлучује да преузме Бена уместо њега. Може ли Роџерова одлука бити одлука за жаљење; и да ли ће Сузан открити Андрејину тајну? |                           |                    |                                            |
| 119 | ''Модрице''               | 26. август 2011.   | 3,74                                       |
| Када се од Сузане затражи присуствује дружењу у школи у којем учествују њени стари школски пријатељи, она одлучује да дефинитивно жели да изгледа апсолутно најбоље и да се не срамоти. Али касније, на послу, Сузан открива да ће учити млађу "замену". Шокирана овим, она одмах одустаје од посла. У међувремену, Бен је заузет тестирањем нове шеме козметичке хирургије на својој стоматолошкој хирургији под називом 'Кавиток'. Бен касније долази кући са посла, како би пронашао Сузан како би учествовала у фитнес аеробику, али Бен предлаже да се користи "Кавиток" како би изгледао млађе, али она то одбија, желећи да остане што природнија. Кензо је касније послан кући из школе, откривајући да је рано послан кући због ударања девојке, а Бен му даје савете у вези са девојчицама. Али како Бен стигне до истине, он даје предлог како се ситуација може решити. Када сутрадан Сузан крене на посао, шокирана је кад је од ње тражено опет да обучи своју "замену". Ужаснута тиме, она одмах одустаје од посла. Следећег дана, бесна Џејни сукобљава се Беном са својим због савета које је дао Кензу, а захваљујући Бену, Џејни је сада изгубила бисерну огрлицу у вредности од 500 фунти. Сузанино самопоштовање почиње да се пада све ниже и више кад је Бен узнемирен када је нашао Сузан како лежи на софи и остала је тако читаву ноћ, окружена планином брзе хране. Бен одлучи да је видео довољно и позива локалног викара да је развесели, а он напокон обави посао, скине је с кауча и очајнички жели да Бен примени неки "Кавиток", али Бен није превише вољан да га примени. Како то може поћи по злу? |                           |                    |                                            |
| 120 | ''Излазак''               | 2. септембар 2011. | 3,74                                       |
| У финалу ове серије, већина клана Харпер ради нешто забавно увече - Џејни иде са Сузан на забаву, а Роџер на слепи састанак са девојком коју је упознао на Интернету. Џејни је на ДВД-у изнајмила Кензоеву најдражи цртаћ, тако да он и његов деда могу радити нешто забавно. Нешто касније, у кући Харпер, Кензо је изнервиран Беном, који гледа филм уместо да стави Кензов цртић. Бен не може да верује да Кензо не ужива у филму, али Кензов план деловања ускоро ступа на снагу, а Бен се нашао на другој страни врата - закључан. Кензо тада одлучује да направи сендвич од већине породичних јестивих ствари, на гађење Бена, који још увек чека на прозору. Кензо такође наручује пицу, користећи Бенову кредитну картицу. Када Мајкл стигне у кућу, забавља га Бен који је испред куће. Бен покушава наговорити Мајкла да му помогне да уђе унутра, међутим, он то одбија. |                           |                    |                                            |

## Критика
У почетку је емисија добила слаб критички одговор, па су многи одбацили њен хумор као свакодневан и датиран. Упркос томе, програм је добио изнад просечне оцене публике, а наредне серије су наручене, а критичко одобравање се постепено побољшавало како се серија развијала. Брус Десо, пишући о 100. епизоди, приметио је да је реч о комедији коју "критичари мрзе, али јавност воли", на основу оцена. 
Зои Ванамејкер рекла је 2007. да више није задовољна квалитетом писања, тврдећи да су она и Роберт Линдзи чак одбили да снимају једну епизоду, јер је била тако лоша. У мају 2009. године, две звезде откриле су да су и даље незадовољне квалитетом писања, а Линдзии је изјавио да има „праве нечистоће и тога смо свесни“. Касније је признао да је једанаеста серија можда последња која каже "Што се тиче Зои и мене, направићемо десету сезону од 16 епизода, коју ће БиБиСи вероватно поделити на десету и једанаесту, и то ће бити то. "